# 劉旻
漢世祖劉旻（895年—954年），原名刘彦崇、劉崇，并州晉陽（今山西太原）人，沙陀族，五代十國時期北漢開國皇帝，為後漢高祖劉知遠弟，父為劉琠。

## 生平
劉崇年輕時喜歡飲酒賭博，曾經於臉上刺青從軍。他初隶河东军。后唐长兴年间，迁魏州军校。劉知遠於後晉任河東節度使時，他擔任步军都指揮使。历任麟州刺史、河东马步军都指挥使兼三城巡检使、泗州防御使。劉知遠建後漢之後，任太原尹，北京留守、同平章事。後漢隱帝劉承祐在位時任河東節度使（位於太原），鎮守河東地區。加检校太师、兼侍中。乾祐二年（949年），加中书令。招兵买马、割据一方，朝命多不禀行。
後漢乾祐三年（950年），樞密使郭威為劉承祐逼反，進軍後漢都城大梁（今河南開封），劉承祐逃亡中為下屬郭允明所殺，郭威遂控制朝政。劉崇此時原欲舉兵南下，但聽到郭威計畫迎立劉崇之長子武寧節度使劉贇為帝，遂打消此意。然而不久郭威被黃旗加身後自登帝位，建立後周，改元廣順，並殺劉贇，當時為951年。因此劉崇隨即亦在太原（今山西省太原市）登帝位，延續後漢，改名劉旻，仍維持乾祐年號，稱乾祐四年。後世把劉崇稱帝後的政權稱作北漢。
北漢地小民貧，据有并、汾等十二州，又以興復後漢為業，遂以重币向遼國乞援，與遼國約為父子之國，由劉旻稱遼帝為叔，而自稱姪皇帝；遼國則封劉旻為大漢神武皇帝。北漢因遼國的援助，而與後周進行了不少戰爭，但仍勝少敗多。曾与契丹军合攻潞州。境内赋役繁重，百姓甚苦。北漢乾祐七年（954年），趁郭威去世之際，聯合遼國南攻後周，然為後周世宗柴榮率軍敗於高平，劉旻穿著農人的衣服隨百餘騎逃走，途中一度迷路，劉旻年老力衰，差點無法支撐回到太原。
經此一役，北漢元氣大傷，無力南下，而劉旻亦憂憤成疾，不久至同年十一月，去世，廟號世祖，一作惠宗。次子劉承鈞繼位。

## 家庭

### 后妃
- 皇后某氏
- 王氏（915年—971年），赠太惠妃

### 子女

#### 子
1. 湘陰公 劉贇
2. 睿宗 劉鈞
3. 劉鎬
4. 劉錡
5. 劉錫
6. 劉鍇
7. 劉銑
8. 失名
9. 失名

#### 女
- 有史可查者仅一人

1. 刘氏，下嫁薛钊、何某，生子劉繼恩、劉繼忠、劉繼元。

## 延伸阅读
[在维基数据编辑]
 《舊五代史/卷135》，出自薛居正《舊五代史》
 《新五代史·卷18》，出自歐陽修《新五代史》